# Caecognathia wagneri
Caecognathia wagneri is een pissebed uit de familie Gnathiidae. De wetenschappelijke naam van de soort is voor het eerst geldig gepubliceerd in 1925 door Monod.